# Campion (Colorado)
Campion è una comunità non incorporata della contea di Larimer, Colorado, Stati Uniti. La popolazione era di 1.832 abitanti al censimento del 2000, quando all'epoca era un census-designated place (CDP); la comunità non è stata enumerata separatamente nel censimento del 2010. Situata tra Loveland e Berthoud lungo l'U.S. Route 287, prende il nome da John F. Campion, un funzionario della ferrovia.

## Geografia fisica
Secondo lo United States Census Bureau, ha un'area totale di 3,8 mi² (9,84 km²).

## Società

### Evoluzione demografica
Secondo il censimento del 2000, la popolazione era di 1.832 abitanti.

### Etnie e minoranze straniere
Secondo il censimento del 2000, la composizione etnica del CDP era formata dal 92,2% di bianchi, lo 0,1% di afroamericani, l'1,2% di nativi americani, lo 0,8% di asiatici, lo 0,0% di oceanici, il 3,3% di altre razze, e il 2,4% di due o più etnie. Ispanici o latinos di qualunque razza erano il 7,5% della popolazione.